# Saint-Martin-en-Campagne
Saint-Martin-en-Campagne era un comune francese di 1 346 abitanti situato nel dipartimento della Senna Marittima nella regione della Normandia, ora capoluogo del nuovo comune di Petit Caux.

## Storia
Il 1º gennaio 2016, a seguito del decreto prefettizio del 26 novembre 2015, i comuni di Assigny, Auquemesnil, Belleville-sur-Mer, Berneval-le-Grand, Biville-sur-Mer, Bracquemont, Brunville, Derchigny, Glicourt, Gouchaupre, Greny, Guilmécourt, Intraville, Penly, Saint-Martin-en-Campagne, Saint-Quentin-au-Bosc, Tocqueville-sur-Eu e Tourville-la-Chapelle, si sono fusi per formare il nuovo comune di Petit Caux.

### Simboli
Lo stemma è stato concesso dal Conseil Français d’Héraldique il 29 novembre 1997.
Il gabbiano ricorda che il comune si trova sulla costa del mare; l'alerione è ripreso, con uno smalto diverso, dal blasone dei Montmorency che qui risiedettero. Il leone era nello scudo dei signori de Calletot, antichi castellani del luogo (d'oro, al leone di rosso, collarinato d'argento). La spada e il mantellato evocano la figura di san Martino di Tours.

## Società

### Evoluzione demografica
Abitanti censiti